# Гибель богов (опера)
«Ги́бель бого́в» (нем. Götterdämmerung) или «Су́мерки бого́в», «Зака́т бого́в» — музыкальная драма (опера) Рихарда Вагнера в трёх действиях с прологом, завершающая тетралогию «кольцо Нибелунга».

## История создания
Либретто к опере, как и ко всему циклу «Кольцо нибелунга», было написано самим Вагнером в Цюрихе в 1849—1852 годах. Музыка была создана в Мюнхене в 1871—1874 годах. Впервые опера была поставлена на первом Байройтском фестивале 17 августа 1876 года.
Первое действие «Гибели Богов» длится около двух часов без перерыва. Опера считается одной из труднейших в мире как для оркестра, так и для солистов.

## Действующие лица
ЛюдиЗигфрид (тенор), Гунтер (бас), Хаген (бас), Альберих (бас), Брунгильда (сопрано), Гутруна (сопрано), Вальтраута (меццо-сопрано);
Три норныконтральто, меццо-сопрано, сопрано;
Три дочери Рейнадва сопрано и меццо-сопрано.

## Краткое содержание
Время действия мифологическое, место действия — берега Рейна.

### Пролог
Та же местность, что и в конце «Валькирии». Ночь, зарево костра. Норны прядут нить судьбы. Им ведомо, что Валгалла сгорит в огромном костре. Светает. Из грота выходят Брунгильда и Зигфрид. Герой готовится к новым подвигам. Он дарит Брунгильде кольцо нибелунга и прощается с ней (дуэт «Zu neuen Taten»; «Сойди на землю, о герой мой!»).

### Действие первое
Замок Гибихунгов неподалёку от Рейна. Гунтер и его сестра Гутруна беседуют с их сводным братом Хагеном, сыном карлика Альбериха, возбудившего в нём жажду сокровищ Рейна. Хаген внушает Гунтеру страсть к Брунгильде, умалчивая о том, что дочь Вотана стала женой Зигфрида, и объясняет, что только Зигфрид может пройти сквозь пламя, охраняющее валькирию. Герой приходит в замок, где выпивает волшебный напиток, приготовленный Хагеном, и погружается в забытьё. Зигфрид забывает прошлое, его охватывает страсть к Гутруне. Он просит у Гунтера её руки и получает ответ, что прежде он должен помочь ему овладеть Брунгильдой. Зигфрид и Гунтер скрепляют свой договор кровью («Die so mit dem Blitz», «Красною кровью жизненный жар влил я в это вино»).
К Брунгильде приходит её сестра Вальтраута, умоляя отдать кольцо дочерям Рейна, чтобы предотвратить гибель богов («Höre mit Sinn, was ich sage!»; «Вникни, сестра, в рассказ мой скорбный»). Брунгильда отвечает отказом: никогда не расстанется она с залогом любви Зигфрида. Собираются тучи. Слышится рог Зигфрида. Он проходит сквозь пламя под видом Гунтера (благодаря волшебному шлему). Брунгильда, бросившись к нему навстречу, в ужасе отступает. После короткой борьбы Зигфрид отнимает у неё кольцо и уносит с собой.

### Действие второе
Берег реки вблизи замка Гунтера, ночь. Карлик Альберих внушает спящему Хагену, что он должен обманом завладеть кольцом. Появляется Зигфрид, гордый свершённым, а немного погодя — Брунгильда и Гунтер. Хаген трубит в рог, сзывая народ. Готовится пир («Was tost das Horn?»; «Кто в рог трубит?»). Гунтер объявляет о двух свадьбах — своей (он женится на Брунгильде), а также Зигфрида и Гутруны. Все замечают подавленное состояние Брунгильды. Она обвиняет Зигфрида в клятвопреступлении, но герой, забывший обо всём, равнодушен к её упрёкам («Was muht Brunhildes Blick?»; «Чем смущён Брунгильды взор?»). Хаген побуждает Брунгильду к мести, и она открывает ему уязвимое место Зигфрида — это его спина.

### Действие третье
Возле реки Зигфрид встречает дочерей Рейна. Они просят героя вернуть им кольцо; когда тот отказывается, они предсказывают ему смерть. С охоты возвращаются Гунтер и Хаген, который предлагает Зигфриду напиток, возвращающий память. Герой вспоминает свою жизнь, любовь к Брунгильде («Mime hieb ein murrischer Zwerg»; «Жил-был Миме, вздорливый гном»). Когда он поворачивается к Хагену спиной, тот пронзает его копьём. Последние слова Зигфрида обращены к любимой («Brunhilde! Heilige Braut!»; «Брунгильда! Невеста богов!»).
Спускается ночь. Тело умершего в торжественной процессии переносится в замок. Хаген и Гунтер спорят из-за кольца. Хаген смертельно ранит Гунтера, но когда пытается снять с пальца Зигфрида кольцо, рука мёртвого угрожающе поднимается, и Хаген в ужасе отступает. Брунгильда, терзаемая угрызениями совести, снимает с руки Зигфрида кольцо, чтобы вернуть его дочерям Рейна. Затем, вскочив на коня, она в доспехах бросается в огонь, на котором сжигают тело Зигфрида, обвиняя Вотана в его гибели («Wie Sonne lauter»; «Как солнце ясен благостный лик»). Огонь разгорается, охватывая замок. Хаген гибнет в волнах разлившегося Рейна. Огонь достигает небес, Валгалла пылает, боги гибнут в пламени. Зло искуплено. Рейн возвращается в свои берега. В его спокойных волнах резвятся русалки, играя с кольцом.

## Избранные записи
(солисты даются в следующем порядке: Зигфрид, Брунгильда, Хаген, Альберих, Гунтер)
- 1936 — Дир. Артур Боданцки; солисты: Лауриц Мельхиор, Марджори Лоуренс, Людвиг Хофман, Эдуард Хабих, Фридрих Шорр; оркестр театра «Метрополитен-опера».
- 1950 — Дир. Вильгельм Фуртвенглер; солисты: Макс Лоренц, Кирстен Флагстад, Людвиг Вебер, Алоиз Пернершторфер, Йозеф Герман; оркестр театра «Ла Скала».
- 1953 — Дир. Йозеф Кайльберт; солисты: Вольфганг Виндгассен, Марта Мёдль, Йозеф Грайндль, Густав Найдлингер, Герман Уде; оркестр Байрёйтского фестиваля.
- 1953 — Дир. Вильгельм Фуртвенглер; солисты: Людвиг Зутхаус, Марта Мёдль, Йозеф Грайндль, Алоиз Пернершторфер, Альфред Пёлль; оркестр Римского радио (RAI).
- 1957 — Дир. Ханс Кнаппертсбуш; солисты: Вольфганг Виндгассен, Астрид Варнай, Йозеф Грайндль, Густав Найдлингер, Герман Уде; оркестр Байрёйтского фестиваля.
- 1964 — Дир. Георг Шолти; солисты: Вольфганг Виндгассен, Биргит Нильссон, Готлоб Фрик, Густав Найдлингер, Дитрих Фишер-Дискау; Венский филармонический оркестр.
- 1967 — Дир. Карл Бём; солисты: Вольфганг Виндгассен, Биргит Нильссон, Йозеф Грайндль, Густав Найдлингер, Томас Стюарт; оркестр Байрёйтского фестиваля.
- 1969—70 — Дир. Герберт фон Караян; солисты: Хельге Брилиот, Хельга Дернеш, Карл Риддербуш, Золтан Келемен, Томас Стюарт; Берлинский филармонический оркестр.

## Избранные видеозаписи
(солисты даются в следующем порядке: Зигфрид, Брунгильда, Хаген, Альберих, Гунтер)
- 1976 г. — Дир. Пьер Булез; солисты: Манфред Юнг, Гвинет Джонс, Фриц Хюбнер, Герман Бехт, Франц Мазура; оркестр Байрёйтского фестиваля; режиссёр Патрис Шеро.
- 2006 г. — Дир. Микаэль Шёнвандт; солисты: Стиг Андерсен, Ирэн Теорин, Петер Клавенесс, Стэн Буриэл, Гвидо Паеваталу, оркестр Датской королевской оперы; режиссёр Каспер Бех Холтен;
- 2012 г. — дир. Фабио Луизи; солисты: Джей Хантер Моррис, Дебора Войт, Ханс-Петер Кёниг, Эрик Оуэнс, Йен Патерсон, оркестр театра «Метрополитен-опера»; режиссёр Робер Лепаж.

## В астрономии
В честь героини оперы Вальтрауты назван астероид (890) Вальтраут, открытый в 1918 году.